# 유엔 안전 보장 이사회 결의 제2620호
유엔 안전 보장 이사회 결의 제2620호는 2022년 2월 15일 만장일치로 통과되었다. 이에 따라 수단에 대한 제재를 감독하는 위원회와 관련된 전문가 패널의 활동을 2023년 3월 12일까지로 연장하였다.

## 같이 보기
- 유엔 안전 보장 이사회 결의 제2601~2700호 목록
- 수단 내전 (2023년~현재)